# Matrimonio igualitario en México
El matrimonio igualitario es legal en todo el territorio mexicano. 
La legalizacion se realizó de manera escalonada. Cada una de las 32 entidades federativas de México fue legalizando el matrimonio homosexual en momentos diferentes. Por el carácter federal del país, cada entidad tiene autonomía para legislar en la materia civil del matrimonio.  
Antes de octubre de 2022 era el único país de América del Norte que no reconocía las uniones del mismo sexo a través del matrimonio a nivel nacional. No obstante, la Suprema Corte de Justicia de la Nación ya había emitido jurisprudencia al respecto: la resolución de jurisprudencia 43/2015 de la SCJN emitida el 12 de junio de dicho año estipuló que era obligación de todos los jueces seguir un criterio favorable a todos los amparos que se interpongan, en cualquier parte del país, y en donde aún no están legalizados este tipo de matrimonios.
El 17 de mayo del 2016 el presidente Enrique Peña Nieto propuso una iniciativa a nivel nacional de «matrimonio sin discriminación» con el objetivo de legalizar el matrimonio entre personas del mismo sexo en todas las entidades que integran el país; sin embargo, dicha propuesta fue rechazada en el Congreso de la Unión por la mayoría de los partidos políticos en aquel entonces argumentando: «Le corresponde a cada entidad legislar en materia civil».
El 15 de mayo de 2019 se le preguntó al presidente Andrés Manuel López Obrador si consideraba necesario impulsar una reforma en la materia, a lo que respondió: «Las leyes, tanto en lo que tiene que ver en la federación en los estados, ya hay resoluciones de la Suprema Corte de Justicia de la Nación, y eso es lo que se va a respetar, básicamente. […] No, considero que… ya están garantizados los derechos de las personas a ejercer su libertad». 
Nuevamente el 19 de diciembre de 2019 la diputada Celeste Ascencio Ortega presentó una iniciativa de ley de la Cámara de Diputados para agregar al artículo 4 de la Constitución Política el derecho de toda persona mayor de edad el derecho a contraer matrimonio, con el objetivo de obligar a todas las entidades a que adecuaran sus leyes a fin de que no se limite el derecho de contraer matrimonio independientemente del género o preferencia sexual; sin embargo, también fue rechazada.
El 26 de noviembre de 2018, después de un juicio de amparo, el consulado de México en Nueva York aceptó la solicitud de matrimonio de Daniel Berezowsky Ramírez y Jaime Chávez Alor, quienes se convirtieron en la primera pareja del mismo sexo en casarse bajo el Código Civil Federal. Su caso sentó un precedente que permite que hoy, los ciudadanos mexicanos puedan acceder al matrimonio igualitario en cualquier país donde México tenga una representación consular.

## Matrimonio legal
Actualmente el matrimonio entre personas del mismo sexo se puede realizar de manera directa (sin amparo) en todo el país. 
En las entidades donde es legal porque hubo reforma (vía legislativa) en sus códigos civiles, familiares o constituciones son 29: Baja California, Baja California Sur, Campeche, Chiapas, Ciudad de México, Coahuila, Colima, Durango, Estado de México, Guerrero, Hidalgo, Jalisco, Michoacán, Morelos, Nayarit, Nuevo León, Oaxaca, Puebla, Querétaro, Quintana Roo, San Luis Potosí, Sinaloa, Sonora, Tabasco, Tamaulipas, Tlaxcala, Veracruz, Yucatán y Zacatecas. La única entidad donde se permite debido a una sentencia judicial de la SCJN es Aguascalientes pero su congreso aún no reforma el código civil por lo tanto no hay una ley como tal para el matrimonio igualitario. En Chihuahua y Guanajuato se dejó de imponer la prohibición por decisión del ejecutivo local.
| Entidad federativa  | Tipo de decisión       | Fecha de adopción        | Entrada en vigor         | Publicado en                                                                                          |
| ------------------- | ---------------------- | ------------------------ | ------------------------ | --- |
| Aguascalientes      | Sentencia judicial     | 2 de abril de 2019       | 17 de agosto de 2019     | Diario Oficial de la Federación, edición matutina, N.º 14 del 16 de agosto de 2019.                   |
| Baja California     | Decisión del ejecutivo | 3 de noviembre de 2017   | 4 de noviembre de 2017   | - |
| Baja California     | Reforma legislativa    | 16 de junio de 2021      | 15 de septiembre de 2021 | Periódico Oficial del Estado de Baja California. Tomo CXXVIII. Nº 69.                                 |
| Baja California Sur | Reforma legislativa    | 27 de junio de 2019      | 29 de junio de 2019      | Boletín Oficial del Estado de Baja California Sur. Tomo XLVI. Nº 29.                                  |
| Campeche            | Reforma legislativa    | 10 de mayo de 2016       | 17 de mayo de 2016       | Periódico Oficial del Estado de Campeche. Segunda edición. Cuarta época. Año I. Nº 0190.              |
| Chiapas             | Sentencia judicial     | 11 de julio de 2017      | 12 de mayo de 2018       | Diario Oficial de la Federación, edición matutina, Tomo DCCLXXVI, N.º 8 del 11 de mayo de 2018.       |
| Chihuahua           | Decisión del ejecutivo | 11 de junio de 2015      | 12 de junio de 2015      | - |
| Ciudad de México    | Reforma legislativa    | 29 de diciembre de 2009  | 4 de marzo de 2010       | Gaceta Oficial del Distrito Federal. Décima Séptima Época. Nº 747.                                    |
| Coahuila            | Reforma legislativa    | 1 de septiembre de 2014  | 17 de septiembre de 2014 | Periódico Oficial del Estado de Coahuila. Tomo CXXI. Nº 74.                                           |
| Colima              | Reforma legislativa    | 25 de mayo de 2016       | 12 de junio de 2016      | Periódico Oficial del Estado de Colima. Tomo CXXI. Nº 74.                                             |
| Durango             | Decisión del ejecutivo | 18 de septiembre de 2022 | 19 de septiembre de 2022 | Periódico Oficial del Estado de Durango. Tomo CCXXXVII. Nº 75.                                        |
| Durango             | Reforma legislativa    | 21 de septiembre de 2022 | 10 de octubre de 2022    | Periódico Oficial del Estado de Durango. Tomo CCXXXVII. Nº 81.                                        |
| Estado de México    | Reforma legislativa    | 11 de octubre de 2022    | 2 de noviembre de 2022   | Periódico Oficial del Estado de México. Tomo CCXIV. Nº 82.                                            |
| Guanajuato          | Decisión del ejecutivo | 20 de diciembre de 2022  | 20 de diciembre de 2022  | Periódico Oficial del Estado de Guanajuato. Tomo CXXVIII. Nº 69.                                      |
| Guerrero            | Reforma legislativa    | 25 de octubre de 2022    | 31 de diciembre de 2022  | Periódico Oficial del Estado de Guerrero. Año CIII. Edición Nº 104. Alcance I.                        |
| Hidalgo             | Reforma legislativa    | 14 de mayo de 2019       | 11 de junio de 2019      | Periódico Oficial del Estado de Guerrero. Tomo CLII. Nº 23.                                           |
| Jalisco             | Sentencia judicial     | 26 de enero de 2016      | 21 de abril de 2016      | Diario Oficial de la Federación, edición matutina, Tomo DCCLI. N.º 16 del 21 de abril de 2016.        |
| Jalisco             | Reforma legislativa    | 7 de abril de 2022       | 10 de abril de 2022      | Periódico Oficial del Estado de Jalisco. Tomo CDIII. Nº 48.                                           |
| Michoacán           | Reforma legislativa    | 18 de mayo de 2016       | 23 de junio de 2016      | Periódico Oficial del Estado de Michoacán. Tomo CLXIV. Nº 95.                                         |
| Morelos             | Reforma legislativa    | 18 de mayo de 2016       | 5 de julio de 2016       | Periódico Oficial del Estado de Morelos. Sexta época. Nº 5408.                                        |
| Nayarit             | Reforma legislativa    | 18 de diciembre de 2015  | 23 de diciembre de 2015  | Periódico Oficial del Estado de Nayarit. Tomo CXCVII. Nº 121. Tiraje 080.                             |
| Nuevo León          | Sentencia judicial     | 19 de febrero de 2019    | 31 de mayo de 2019       | Diario Oficial de la Federación, edición vespertina, Tomo DCCLXXXVIII. N.º 33 del 31 de mayo de 2019. |
| Nuevo León          | Reforma legislativa    | 14 de junio de 2023      | 24 de junio de 2023      | Periódico Oficial del Estado de Nuevo León. Tomo CLX. Nº 80.                                          |
| Oaxaca              | Reforma legislativa    | 28 de agosto de 2019     | 6 de octubre de 2019     | Periódico Oficial del Estado de Oaxaca. Tomo CI. Nº 40. Segunda sección.                              |
| Oaxaca              | Reforma legislativa    | 22 de octubre de 2021    | 5 de diciembre del 2021  | Periódico Oficial del Estado de Oaxaca. Tomo CIII. Nº 49. Décimo Primera sección.                     |
| Puebla              | Sentencia judicial     | 1 de agosto de 2017      | 16 de febrero de 2018    | Diario Oficial de la Federación, edición matutina, Tomo DCCLXXIII. N.º 13 del 16 de febrero de 2018.  |
| Puebla              | Reforma legislativa    | 3 de noviembre de 2020   | 11 de noviembre de 2020  | Periódico Oficial del Estado de Puebla. Tomo DXLVII. Nº 6.                                            |
| Querétaro           | Reforma legislativa    | 22 de septiembre de 2021 | 13 de noviembre de 2021  | Diarios de circulación local por parte del Congreso local.                                            |
| Quintana Roo        | Decisión del ejecutivo | 3 de mayo de 2012        | 3 de mayo de 2012        | - |
| San Luis Potosí     | Reforma legislativa    | 17 de mayo de 2019       | 21 de mayo de 2019       | Periódico Oficial del Estado de San Luis Potosí. Año CII. Tomo I.                                     |
| Sinaloa             | Reforma legislativa    | 15 de junio de 2021      | 30 de junio de 2021      | Periódico Oficial del Estado de Sinaloa. Tomo CXII. Tercera época. Nº 078.                            |
| Sonora              | Reforma legislativa    | 23 de septiembre de 2021 | 22 de octubre de 2021    | Boletín Oficial del Estado de Sonora. Tomo CCVIII. Tercera época. Nº 033.                             |
| Tabasco             | Reforma legislativa    | 19 de octubre de 2022    | 27 de octubre de 2022    | Periódico Oficial del Estado de Tabasco. Época séptima. Edición 8362.                                 |
| Tamaulipas          | Reforma legislativa    | 26 de octubre de 2022    | 19 de noviembre de 2022  | Periódico Oficial del Estado de Tamaulipas. Tomo CXLVII. Nº 25.                                       |
| Tlaxcala            | Reforma legislativa    | 8 de diciembre de 2020   | 25 de diciembre de 2020  | Periódico Oficial del Estado de Tlaxcala del 24 de diciembre de 2020.                                 |
| Veracruz            | Sentencia judicial     | 30 de mayo de 2022       | 20 de octubre de 2022    | Diario Oficial de la Federación, edición matutina, N.º 17 del 20 de octubre de 2022.                  |
| Veracruz            | Reforma legislativa    | 2 de junio de 2022       | 14 de junio de 2022      | Gaceta Oficial del Estado de Veracruz. Tomo CCV. Nº 232. Sección III.                                 |
| Yucatán             | Reforma legislativa    | 25 de agosto de 2021     | 7 de septiembre de 2021  | Diario Oficial del Estado de Yucatán. Año CXXIV. Nº 34,576.                                           |
| Yucatán             | Reforma legislativa    | 1 de marzo de 2022       | 4 de marzo de 2022       | Diario Oficial del Estado de Yucatán. Año CXXV. Nº 34,715.                                            |
| Zacatecas           | Reforma legislativa    | 14 de diciembre de 2021  | 30 de diciembre de 2021  | Periódico Oficial del Estado de Zacatecas. Tomo CXXXI. Nº 104.                                        |

## Acción de inconstitucionalidad
La Acción de Inconstitucionalidad es un mecanismo de control que sirve para expulsar del orden jurídico las normas generales que sean contrarias a la Constitución, o a los Tratados Internacionales de los que México forme parte. Su objeto primordial es el control abstracto y su efecto es la consiguiente anulación de las normas cuestionadas. Cada una de ellas abona a la causa de los Derechos Humanos, toda vez que, o bien se previene la aplicación de una norma que sería contraria a los mismos, o se establecen los criterios para su debida interpretación y aplicación, con respeto a los mismos.
Varios estados del país han legalizado el matrimonio igualitario gracias a estas acciones de inconstitucionalidad resultando en sentencias favorables.

### Aguascalientes
El 2 de abril de 2018, la Comisión Nacional de los Derechos Humanos presentó una Acción de inconstitucionalidad caso 40/2018, contra el estado de Aguascalientes cuestionando la constitucionalidad de los artículos 143, 144 y 313 bis del Código Civil. A un año de la demanda el 2 de abril de 2019 la SCJN por unanimidad de votos invalidó diversos artículos de la Ley de Seguridad y Servicios Sociales para los Servidores Públicos y, por extensión, tres del Código Civil, la citada ley y código no reconocían el matrimonio conformado por personas del mismo sexo, con lo que violaba la convencionalidad en la materia, así como los derechos de las personas a la no discriminación e igualdad. Aguascalientes no reconocía a las parejas homoparentales, el goce y acceso a diversos derechos, entre ellos a la salud, asimismo los ministros establecieron que cuando se refiera a la figura del matrimonio, debe entenderse en cualquiera de sus modalidades, incluía la homoparental, permitiendo así la adopción para parejas del mismo sexo, entrando en vigor la sentencia el 16 de agosto de 2019.
A pesar de esto el Congreso del Estado de Aguascalientes todavía tenía que actualizar el Código Civil del Estado con base en la acción de inconstitucionalidad ya que el código de Aguascalientes aun decía que el matrimonio es la unión de un hombre y una mujer, tras el fallo los diputados del Congreso dijeron que no harían modificaciones calificándolas de "innecesarias". El 11 de noviembre de 2021 ya con una nueva legislatura Morena, PT y PRD presentaron una iniciativa para finalmente codificar el matrimonio entre personas del mismo sexo en el Estado, sin embargo los grupos expresaron que la aprobación depende completamente del PAN ya que tienen mayoría absoluta; por su parte el PAN dice no tener miedo de "entrarle" al debate, la iniciativa desde entonces está en discusión.

### Chiapas
El 6 de mayo de 2016, la Comisión Nacional de los Derechos Humanos presentó una Acción de inconstitucionalidad caso 32/2016, contra el estado de Chiapas cuestionando la constitucionalidad de los artículos 144 y 145 del Código Civil. El Congreso de Chiapas había enmendado recientemente una ley de familia en el estado, pero al hacerlo no derogó las palabras hombre y mujer sobre el matrimonio sino que siguió manteniéndola. La Comisión aprovechó esta oportunidad para interponer la acción de inconstitucionalidad, la acción buscaba legalizar el matrimonio entre personas del mismo sexo en Chiapas y ser el segundo estado en hacerlo, de manera similar a Jalisco, donde la Suprema Corte anuló la prohibición del matrimonio entre personas del mismo sexo en un fallo unánime a principios de 2016.
El 11 de julio de 2017, la SCJN dictaminó que la definición del matrimonio en el Código Civil era inconstitucional bajo la igualdad y no discriminación de los artículos 1 y 4 de la Constitución de México, legalizando el matrimonio entre personas del mismo sexo en el estado y especificando que ya no es necesario el amparo y además, también confirmaron que el fallo permite la adopción a parejas del mismo sexo, la sentencia entraría en vigor a partir de su publicación en el Diario Oficial de la Federación. El 30 de octubre de 2017, aún sin publicarse la sentencia, el registro civil comenzó a aceptar solicitudes de matrimonio de parejas del mismo sexo la primera pareja en casarse sin amparo lo hizo ese mismo día. Finalmente el fallo se publicó oficialmente el 11 de mayo de 2018. Sin embargo el Congreso del Estado de Chiapas aun debe actualizar su código civil para adecuarse al fallo emitido por la Corte.

### Jalisco
El 4 de mayo de 2015, la Comisión Nacional de los Derechos Humanos presentó por primera vez una acción de inconstitucionalidad caso 28/2015, contra el estado de Jalisco, cuestionando la constitucionalidad de los artículos 258, 260 y 267 bis del Código Civil. Esto tras aprobarse una ley en abril del año 2013 llamada "Ley de Libre Convivencia", la demanda argumentaba que dar un trato desigual a las parejas del mismo sexo es inconstitucional para el 13 de septiembre de 2018 la ley fue completamente anulada.
El 26 de enero de 2016, la SCJN dictaminó por primera vez y por unanimidad que los tres artículos eran inconstitucionales y sostuvo que la prohibición del matrimonio entre personas del mismo sexo viola los artículos 1 y 4 de la Constitución Política de México. Después de las tres publicaciones, se ordenó a los registros civiles del estado que casaran a todas las parejas sin importar su orientación sexual. El 21 de abril de 2016 se publicó en el Diario Oficial de la Federación la sentencia de la Corte y el 23 de abril se publicó la sentencia en el Diario Oficial de Jalisco.
Aunque Jalisco celebraba matrimonios igualitarios libres de amparo desde aquel fallo a favor, todavía necesitaba actualizar su Código Civil para ajustarse al fallo emitido tras la acción de inconstitucionalidad, tras presentar varias iniciativas fallidas por parte de los partidos políticos PRD y Morena, finalmente el 7 de septiembre de 2021 se presentó al Congreso una iniciativa para actualizar el Código Civil del estado. El 6 de abril de 2022 se aprobó en comisiones y ese mismo día se llevó al pleno, no solo incluía el tema del matrimonio igualitario sino que a su vez se aprobó prohibir las terapias de conversión sexual, se aprobó una ley de identidad de género y la posibilidad de adopción conjunta, en una votación polémica de madrugada y con votación secreta, quedó aprobado el matrimonio entre personas del mismo sexo.

### Nuevo León
El 7 de febrero de 2018, la Comisión Nacional de los Derechos Humanos presentó una Acción de inconstitucionalidad caso 29/2018, contra el estado de Nuevo León cuestionando la constitucionalidad de los artículos 140, 147 y 148 del Código Civil. El Congreso de Nuevo León había enmendado recientemente una la ley estatal de familia, pero al hacerlo no derogó la prohibición estatal del matrimonio entre personas del mismo sexo. La Comisión aprovechó esta oportunidad para interponer la acción de inconstitucionalidad como en casos anteriores.
El 9 de octubre de 2018, la SCJN dictaminó que el Código Civil de Nuevo León era inconstitucional y discriminatorio al limitar el matrimonio a parejas de distinto sexo, ordenando al Congreso estatal cambiar la ley dentro de los 180 días hábiles (es decir, el 16 de abril de 2019) sin embargo el congreso decidió ignorarlo. En ese momento, se habían aprobado 18 mandatos judiciales para el matrimonio entre personas del mismo sexo en el estado. El 19 de febrero de 2019, la Suprema Corte de Justicia de la Nación dictaminó por unanimidad que los artículos del Código Civil que limitan el matrimonio a parejas del sexo opuesto eran inconstitucionales y nulos por violar los artículos 1 y 4 de la Constitución de México, legalizando el matrimonio entre personas del mismo sexo y la adopción por parte de parejas del mismo sexo en el estado de Nuevo León. A pesar de aquello el Congreso del Estado de Nuevo León aun debe actualizar su código civil y adecuarse al fallo de la Suprema Corte, el 23 de junio de 2021 Claudia Tapia, coordinadora de la Bancada Independiente Progresista, presentó una iniciativa para reformar el Código Civil de Nuevo León a fin de que se elimine la figura "matrimonio hombre-mujer".

### Puebla
El 27 de abril de 2016, la Comisión Nacional de los Derechos Humanos presentó una Acción de inconstitucionalidad caso 29/2016, contra el estado de Puebla, cuestionando la constitucionalidad de los artículos 294, 297 y 300 del Código Civil. El 1 de agosto de 2017, la SCJN votó por unanimidad que los tres artículos en cuestión violaban los artículos 1 y 4 de la Constitución de México ya que discriminaban a las parejas del mismo sexo. A finales de enero de 2018, a pesar de la oposición del Congreso, el Registro Civil anunció que acataría el fallo y comenzaría a procesar las solicitudes de matrimonio de parejas del mismo sexo. La decisión entró en vigor una vez que el Congreso fue notificado oficialmente y tras su publicación en el Diario Oficial de la Federación el 16 de febrero de 2018.
En octubre de 2018, la diputada María García Olmedo presentó al Congreso un proyecto de ley para codificar el matrimonio entre personas del mismo sexo en el Código Civil del estado y acatar finalmente la resolución de la Suprema Corte, sin embargo en comisiones votaron en contra de la actualización de la ley estatal que reflejaba el fallo de la Suprema Corte sobre el matrimonio entre personas del mismo sexo. Aunque paralelamente se presentó una actualización al código civil pero esta no permitía a las parejas del mismo sexo casarse, sino que reafirmaba que el matrimonio era entre un hombre y una mujer, los legisladores por unanimidad reafirmaron la ley estatal vigente en ese momento dejando sin efecto legal la demanda de Acción de inconstitucionalidad. Poco después de la votación, el diputado García Olmedo del Partido Revolucionario Institucional presentó una impugnación legal ante la Suprema Corte, argumentando que la negativa del Congreso a enmendar la ley estatal para reconocer los matrimonios entre personas del mismo sexo de acuerdo con el fallo de la Suprema Corte es inconstitucional y viola lo dictado por la Corte, García Olmedo también criticó personalmente a los diputados de Morena, quienes en su mayoría votaron a favor de la medida de "traición" ya que el partido habían declarado que de presentarse una iniciativa votarían en favor del matrimonio entre personas del mismo sexo.
El cabildo de la capital, Puebla de Zaragoza, a iniciativa presentada por Claudia Rivera Vivanco entonces presidenta municipal, aprobó el 9 de enero de 2019 el matrimonio igualitario en el registro civil para que por lo menos en ese municipio las parejas del mismo sexo siguieran casándose sin necesidad de amparo. Poco después la diputada Vianey García Romero a casi un año de haber aprobado una ley en contra del matrimonio igualitario presentó una iniciativa que finalmente se ajustaba a lo dictado por la Corte haciendo los cambios necesarios. El 3 de noviembre de 2020, el Congreso aprobó vía legislativa la legislación, la ley fue publicada en el Diario Oficial del Estado, con la firma del gobernador Miguel Barbosa Huerta el 10 de noviembre y entró en vigor al día siguiente.

## Historia
Al legalizar el matrimonio igualitario en la Ciudad de México en 2010, México se convirtió en el último país en América del norte en legalizar este tipo de uniones en al menos una parte de su territorio y se convirtió en el primer territorio de Latinoamérica en legalizar el matrimonio entre personas del mismo sexo sólo unos meses antes de que se legalizara en Argentina.

### Inconstitucionalidad de las leyes que definen el matrimonio como unión de hombre y mujer
En junio de 2015, la Suprema Corte de Justicia de la Nación declaró en Jurisprudencia, que las leyes estatales que impiden el matrimonio entre personas del mismo sexo son inconstitucionales. Esta tesis jurisprudencial señala que es incorrecto decir que el matrimonio tiene como finalidad la procreación, pues en realidad cumple otras funciones sociales. Al definir al matrimonio como unión heterosexual, varias normas estatales discriminan a las personas por su orientación sexual, y por lo tanto contravienen la igualdad de derechos que consagra la Constitución federal mexicana. Por lo que a partir de esta fecha se podrán realizar este tipo de matrimonios en todas las entidades federativas por vía judicial y únicamente en trece entidades federativas por vía legislativa, es decir, sin la necesidad de tramitar un amparo.

Pretender vincular los requisitos del matrimonio a las preferencias sexuales de quienes pueden acceder a la institución matrimonial con la procreación es discriminatorio, pues excluye injustificadamente del acceso al matrimonio a las parejas homosexuales que están situadas en condiciones similares a las parejas heterosexuales. La distinción es discriminatoria porque las preferencias sexuales no constituyen un aspecto relevante para hacer la distinción en relación con el fin constitucionalmente imperioso. Como la finalidad del matrimonio no es la procreación, no tiene razón justificada que la unión matrimonial sea heterosexual, ni que se enuncie como "entre un solo hombre y una sola mujer".

### Unión civil
En México, desde la promulgación del Código Civil Federal de 1928, la gran mayoría de las legislaciones locales de las 32 entidades federativas reconocen dos instituciones, heredadas del derecho romano, para que las parejas puedan establecer un vínculo conyugal y familiar de manera voluntaria para que produzca consecuencias jurídicas, como son derechos y obligaciones:
- El matrimonio, el cual se define como un acto solemne y formal cuya validez la sanciona el Estado mexicano.
- El concubinato, el cual se define como una unión de hecho que surge después de cierto tiempo de cohabitación.

No obstante, anterior a la década de 2000 y en la mayoría de las entidades, ambas figuras se limitaban únicamente a parejas de diferente sexo. Peor aún, señalaban que su objetivo principal era la procreación. Por lo tanto, las parejas del mismo sexo y las familias surgidas de esos vínculos, no tenían ningún reconocimiento legal, lo que las ponía en total desventaja y desprotección. Esto sucedía así, porque los paradigmas del sistema jurídico mexicano aún se basaban en posturas morales surgidas de la religión cristiana (concretamente, en los dogmas de la Iglesia Católica); a pesar de los procesos de laicidad, secularización y anticlericalismo, acontecidos entre 1855 y 1863 (con las Leyes de Reforma) y en gran parte del siglo XX (con el nacionalismo revolucionario de la época posrevolucionaria y contemporánea).
Es por lo anterior que, para evitar el rechazo social que podría generar el cambiar la definición de las dos figuras anteriores, con la transición a la alternancia partidista del año 2000, algunas personas dedicadas al activismo político, como Enoé Uranga, buscaron promover iniciativas ciudadanas para legitimar una tercera institución inspirada en ordenamientos similares que ya se estaban discutiendo y aprobando en Europa Occidental desde inicios de la década de 1990. Consistía entonces en una especie de contrato civil, donde se regularían las relaciones patrimoniales de sus miembros, se señalaría que los derechos y obligaciones estarían equiparados al concubinato (somo son alimentarios, de manutención, de pensión, sucesorios, patrimoniales o de tutela), sin necesidad de acreditar un periodo previo de cohabitación; basado en la solidaridad, el apego afectivo o la comprensión y la ayuda mutua entre personas del mismo o diferente sexo, siempre y cuando no sean parientes consanguíneos en línea recta o colaterales, ni estén unidas en matrimonio o concubinato entre sí o con terceros.
Así, para empezar, se presenta el proyecto de la Ley de Sociedades de Convivencia ante la II Legislatura de la Asamblea Legislativa del Distrito Federal (ALDF, ahora Congreso de la Ciudad de México). La propuesta evitaba mencionar la adopción o la custodia de menores y fue impulsado por el Partido de la Revolución Democrática (PRD, que solía clasificarse como izquierda progresista en el espectro político mexicano). No obstante, la aprobación solo fue posible después de que el entonces jefe de Gobierno, Andrés Manuel López Obrador, también del PRD, dejara el cargo en julio de 2005. Aunque este último personaje nunca declaró abiertamente su posición, siempre ha habido rumores en torno a él de tener una mentalidad conservadora y sumamente religiosa. En aquel entonces nunca se manifestó en contra de las uniones del mismo sexo, pero tampoco las apoyaba abiertamente. Algunas fuentes señalan que sugirió que la ley fuera sometida a referéndum, lo que era completamente inconstitucional e improcedente de manera monetaria. El propio coordinador de la bancada del PRD en la ALDF, René Bejarano, quiso crear una polémica innecesaria para rechazar la adopción homoparental. La discusión también fue boicoteada por parte del Partido Revolucionario Institucional (PRI, que suele clasificarse como centro ya que ha aglutinado facciones tanto socialdemócratas y progresistas como neoliberales y conservadoras del espectro político mexicano), el Partido Acción Nacional (PAN, que suele clasificarse como derecha conservadora en el espectro político mexicano) y el Partido Nueva Alianza (PANAL, aliados políticos del PAN en aquel tiempo). Finalmente; en medio de protestas de grupos religiosos, conservadores y antiderechos (asociados a la Iglesia Católica, iglesias evangélicas o la Unión Nacional de Padres de Familia); la iniciativa fue aprobada el 16 de noviembre de 2006, en la IV Legislatura de la ALDF, gracias a un nuevo empuje que le dio el extinto Partido Socialdemócrata junto con el PRD. Entró en vigencia hasta marzo de 2007, pues se había establecido 120 días para adecuar los procedimientos y los cursos de sensibilización en las direcciones jurídicas de las 16 delegaciones del antiguo Distrito Federal (ahora Ciudad de México). Se temía la apelación por medio de una acción de inconstitucionalidad ante la SCJN por parte de los grupos parlamentarios inconformes; lo que podría retrasar, detener o tumbar la nueva ley. Sin embargo, lo anterior nunca sucedió.
Igualmente, el 11 de enero de 2007, la LVIII Legislatura del Congreso del Estado de Coahuila reforma el Código Civil local para crear la figura del Pacto Civil de Solidaridad, basado en la legislación de uniones civiles del entonces DF. Esta vez, la iniciativa fue respaldada por casi todos los legisladores del PRI (la fuerza política mayoritaria en el Congreso local), pero rechazada, como era de esperarse, por el PAN y sus aliados del Partido Verde Ecologista de México (PVEM). Paradójicamente, también fue repudiada por los escasos miembros de partidos que se asumían como izquierda progresista (el PRD y la Unidad Democrática de Coahuila). Inclusive, algunos de ellos hicieron declaraciones que podrían parecer un tanto ridículas y hasta aberrantes pues "preferían estar bien con Dios y no con su compañero civil, el Diablo". El plazo para preparar a los diferentes registros civiles de la entidad fue menor, de sólo 45 días, pues se tenía la amenaza de los diputados inconformes de interponer un recurso de inconstitucionalidad ante la SCJN. Pero al igual que en el antiguo DF, el reclamo nunca llegó a materializarse. Es por esto que Coahuila fue la primera entidad donde fue posible registrar parejas del mismo sexo ante las autoridades del gobierno, aunque el entonces DF fue la primera en aprobarlo. Por último, el 1 de septiembre de 2014, la LIX Legislatura de ese mismo Congreso local, se reformó la legalizó el matrimonio igualitario y se creó la figura de las sociedades de convivencia, la cual se constituye en escritura pública ante notario.
En junio de 2011 se dio una de las reformas constitucionales más importantes del siglo XXI en México que permitió que el país transitara de un sistema de derecho positivo a uno de derecho natural donde la protección amplia a los derechos humanos es primordial. A partir de entonces, se reitera la supremacía de los tratados internacionales que el Estado mexicano haya suscrito y ratificado. Y, se introducen los principios de universalidad, interdependencia, indivisibilidad y progresividad para que todas las autoridades e instituciones en México adopten, defiendan, garanticen, respeten, promuevan y protejan los mecanismos y medidas necesarios para revertir o cambiar situaciones discriminatorias existentes, de iure o de facto, en la sociedad.
Posteriormente, el 21 de diciembre de 2013, la LXI Legislatura del Congreso del Estado de Campeche aprueba la Ley Regulatoria de Sociedades Civiles de Convivencia, la cual había sido elaborada y propuesta por legisladores del PRD (grupo parlamentario minoritario en el Congreso local). Como el matrimonio entre personas del mismo sexo ya empezaba a legalizarse en el país, los grupos religiosos, conservadores y antiderechos empezaron a ser menos hostiles hacia la figura de la unión civil. Prefirieron entonces concentrar sus esfuerzos en evitar la aprobación del matrimonio igualitario. Así, el proyecto fue modificado por integrantes del PRI (la fuerza mayoritaria en el Congreso local) y el PAN para prohibir de manera explícita, tanto la adopción conjunta o individual, así como el compartir o encomendar la guarda y custodia de los hijos menores. Fue este detalle lo que llevó a la Comisión de Derechos Humanos del Estado de Campeche (CDHC) a promover la Acción de Inconstitucionalidad 8/2014 para invalidar esa porción normativa, pues era violatoria del principio del interés superior de la niñez y los principios de igualdad y no discriminación. Entonces, el 11 de agosto de 2015, el Pleno de la SCJN voto de manera unánime (10/11 a favor) por anular esa restricción. En la actualidad, aunque ese artículo es letra muerta, aún sigue presente en esta Ley.
Al mismo tiempo, en Colima y en Jalisco se tuvieron cuestiones especiales. En el primero, el 4 de julio de 2013, la LVII Legislatura del Congreso del Estado de Colima reformó la Constitución local para reafirmar que el matrimonio solo puede ser entre un hombre y una mujer, pero también se crea la figura del Enlace Conyugal para parejas el mismo sexo. Si bien con esto se pretendía, en teoría, dar certeza jurídica a los colectivos de la diversidad sexual y de género; el trasfondo conservador de esta medida, basada en la doctrina de "separados pero iguales", era innegable. Es por eso que la propuesta recibió el apoyo de partidos como PRI, PAN, PANAL y PVEM. La medida no prosperó ya que algunos municipios del estado ya permitían, desde ese mismo año, la celebración de matrimonios igualitarios, sin necesidad de algún amparo previo. Aunque en los hechos, tanto la unión civil como el matrimonio eran totalmente equiparables en el tema de derechos y obligaciones, el restringir ambos conceptos basado en la orientación sexual y la identidad de género de las personas era contrario al artículo 1.º de la Constitución general. Es por lo anterior que un año después, en 2014, dos personas promovieron diferentes amparos indirectos para impugnar la normativa, los cuales fueron sobreseídas por el juez responsable de su distrito. Ambos impugnaron los fallos, por lo que el Tribunal Colegiado de su circuito pidieron la atracción de los casos por parte de la SCJN. Fueron registrados con los expedientes Amparo en Revisión 704/2014 y Amparo en Revisión 735/2014. Y, fue hasta el 18 de marzo de 2015 que la Primera Sala voto de manera unánime (4/5 a favor) para invalidar esa porción normativa. En 2016, con la aprobación del matrimonio igualitario en la entidad, el artículo fue derogado.
Sobre Jalisco, el 31 de octubre de 2013, la LX Legislatura del Congreso del Estado de Jalisco aprobó la Ley de Libre Convivencia para formalizar las uniones de parejas del mismo o de diferente sexo. Esta vez, fue propuesta por legisladores del PRD y apoyada por los grupos parlamentarios del PRI, PVEM y Movimiento Ciudadano (MC), pero rechazada por el PAN. Al igual que en Coahuila, esta ley definía a la libre convivencia como un contrato civil que debe celebrarse ante un notario público. Al igual que en Campeche, esta ley negaba de manera categórica la adopción conjunta o individual, así como el compartir o encomendar la guarda y custodia de los hijos menores. Aun así, algunos legisladores conservadores arremetieron, al momento de emitir su voto, con argumentos falsos y llenos de prejuicios, pues declararon que:

Los niños que viven con homosexuales tienen problemas físicos y mentales, usan más las drogas, esta iniciativa es perjudicial para el desarrollo de los niños. Es una pena que avalen esta iniciativa.

El resto de los legisladores conservadores consideraron que el proceso legislativo del dictamen fue incorrecto, por lo que buscaron anularlo a través de un recurso de inconstitucionalidad. Así, en ese mismo año, los 13 diputados panistas del Congreso local promovieron la Acción de Inconstitucionalidad 36/2013. Por su parte, la entonces Procuradoría General de la República (ahora, Fiscalía General de la República) impulsó la Acción de Inconstitucionalidad 37/2013 para revocar los artículos que prohibían la adopción y la custodia. Entonces, el 13 de septiembre de 2018, el Pleno de la SCJN voto de manera unánime (9/11 a favor) por derogar el decreto por no respetar los plazos establecidos del procedimiento legislativo. En la actualidad, la ley se encuentra abolida, aunque los actos jurídicos ya celebrados, previo a que fuera declarada como inconstitucional, no se vieron afectados y son totalmente legítimos. En 2019, se anunció que se buscaría repetir la publicación de una nueva legislación corregida, pero esto no ha sucedido aún.
En 2015, debido a la gran cantidad de amparos que se dio en el país para que las parejas del mismo sexo pudieran casarse legalmente en las entidades donde aún no era permitido, la Primera Sala de la SCJN emitió 4 tesis de jurisprudencia para impulsar la armonización de los ordenamientos jurídicos locales por parte de los poderes legislativos de cada entidad. Entonces, el matrimonio entre personas del mismo sexo es declarado como constitucional de manera general, para todo el país, con lo que se podría agilizar la impugnación de códigos y leyes locales que discriminen a este tipo de uniones. Si bien, estos documentos tratan principalmente sobre el matrimonio, también está incluido de manera implícita el tema del concubinato igualitario, la unión civil o cualquier figura o acto jurídico que reconozca cualquier tipo de familia y que se traduzca en beneficios y protecciones para las mismas.
El 7 de septiembre de 2015, la LXXII Legislatura del Congreso del Estado de Michoacán publicó el Código Familiar local donde creó la figura de Sociedades de Convivencia. Originalmente, la propuesta incluía el reconocer el matrimonio entre personas del mismo sexo, pero esto provocó una gran campaña de rechazo por parte de la Iglesia Católica, por lo que únicamente se consideró a la unión civil. La limitación duró poco, ya que un año después, el 18 de mayo de 2016, se legalizó tanto el matrimonio igualitario como el concubinato entre personas del mismo sexo, siendo la primera entidad en armonizar ambas figuras al mismo tiempo. No obstante, existe la denuncia de algunas personas dedicadas al activismo que en la actualidad aún hay municipios en el estado que imposibilitan el enlace matrimonial para parejas del mismo sexo, pues ponen como pretexto, de manera errónea, la existencia de las sociedades de convivencia.
A partir de entonces, la mayoría de las entidades legalizaron, al mismo tiempo, tanto el matrimonio entre personas del mismo sexo como el concubinato igualitario: Nayarit (2015), Morelos (2016), Hidalgo (2019), Oaxaca (2019), San Luis Potosí (2019), Puebla (2020), Tlaxcala (2020), Querétaro (2021), Sinaloa (2021), Sonora (2021), Guerrero (2022), Estado de México (2022), Tabasco (2022), Tamaulipas (2022), Yucatán (2022), Zacatecas (2022) y Nuevo León (2023). En el caso de Puebla y Nuevo León, el matrimonio igualitario se autoriza desde 2017 y 2019, respectivamente, por sentencias de la SCJN (Acción de Inconstitucionalidad 29/2016 y Acción de Inconstitucionalidad 29/2018), por lo que desde entonces se permite también el concubinato entre personas del mismo sexo.
Mientras tanto, el 30 de diciembre de 2016, la LXI Legislatura del Congreso del Estado de Tlaxcala, aprobó la Ley de Sociedades de Convivencia Solidaria imitando a las entidades mencionadas al inicio; esta vez por una amplia mayoría de todos los grupos parlamentarios y con una muy escasa resistencia de los legisladores conservadores. Luego, el 8 de diciembre de 2020, la LXIII Legislatura de ese mismo Congreso local armonizó su legislación local para permitir tanto el matrimonio entre personas del mismo sexo como el concubinato igualitario.
Una situación similar se dio en Veracruz, donde el 28 de mayo de 2020, la LXV Legislatura del Congreso del Estado de Veracruz legalizó el concubinato entre personas del mismo sexo, pero sin incluir al matrimonio igualitario. La restricción fue breve, ya que dos años después, en 2022, se legalizó el matrimonio entre personas del mismo sexo debido a una sentencia de la SCJN.
En Quintana Roo y Baja California Sur, el matrimonio entre personas del mismo sexo se permite desde 2012 y 2019, respectivamente, pero la armonización de la figura del concubinato igualitario en su legislación local fue posible mucho después. En el caso del primero, se dio hasta el 29 de septiembre de 2021, durante la XVI Legislatura del Congreso del Estado de Quintana Roo. En el caso del segundo, se dio hasta el 23 de mayo de 2023, durante la XVI Legislatura del Congreso del Estado de Baja California Sur.
En Jalisco, Aguascalientes y Durango se permite el matrimonio igualitario desde 2016, 2019 y 2022, pero sus legislaciones locales aún siguen limitando al concubinato a parejas de diferente sexo, lo cual es totalmente inválido. En el caso del primero, se tiene de manera particular, la Acción de Inconstitucionalidad 28/2015, ratificada de manera unánime (11/11 a favor) por el Pleno de la SCJN el 26 de enero de 2016. En el caso del segundo, existe de manera precisa, la Acción de Inconstitucionalidad 40/2018, aprobada de manera unánime (11/11 a favor) por el Pleno de la SCJN el 2 de abril de 2019.
En Colima, Chihuahua, Baja California, Chiapas y Guanajuato se permite el matrimonio entre personas del mismo sexo desde 2016, 2017, 2018, 2015 y 2022; pero sus legislaciones locales siguen sin tener una definición formal del concubinato y por lo tanto no señalan de manera explícita que tipo de parejas pueden acogerse a él. En el caso de Chiapas, existe de manera particular, la Acción de Inconstitucionalidad 32/2016, aprobada de manera unánime (10/11 a favor) por el Pleno de la SCJN, el 11 de julio de 2017. Un caso similar se da en CDMX, Coahuila y Campeche donde existen sociedades de convivencia como alternativa al matrimonio y al concubinato, pero este último es ambiguo.
A nivel federal, el Código Civil tampoco define debidamente al concubinato y por lo tanto no se establece de manera evidente a que tipo de parejas podría amparar. Sin embargo, tuvieron que pasar casi 20 años para que la Ley del Seguro Social y la Ley del Instituto de Seguridad y Servicios Sociales de los Trabajadores del Estado pudieran reconocer formalmente a todos los actos jurídicos (matrimonio, concubinato o sociedad de convivencia) para formar cualquier tipo de familia en cualquiera de las diferentes entidades federativas del país, y por lo tanto, cualquier tipo de pareja pueda acceder a la seguridad social. No obstante, desde el año 2011 se empezaron a tramitar amparos contra las restricciones que siempre terminaban en resoluciones satisfactorias para las parejas del mismo sexo. También en ese año se inició el cabildeó legislativo en el Congreso de la Unión para poder quitar los candados a las normativas federales correspondientes. Además, el Consejo Nacional para Prevenir la Discriminación (Conapred) emitió la Resolución por Disposición 02/2011 para dejar de imponer limitaciones. Previo a todo este trabajo, las dos principales instituciones en el país, el IMSS y el ISSSTE, trataron de dejar en la completa indefensión a las uniones igualitarias poniendo como pretexto que sus normativas correspondientes no las mencionaban, ni las incluían, pues el lenguaje con el que ambas legislaciones estaban redactadas era sexista y solo mencionaba a esposo y esposa o concubina y concubinario. Es por lo anterior, que desde 2023, únicamente se habla de cónyuges, concubinos o personas que hayan suscrito una unión civil; sin mencionar género alguno. Y, además se precisa, de manera clara, el concepto unión civil. En el caso del ISSFAM, Ley del Instituto de Seguridad Social para las Fuerzas Armadas Mexicanas sigue siendo parcialmente discriminatoria y las pocas afiliaciones de parejas del mismo sexo que se han dado se han hecho por mandamiento judicial. Han sido muy pocas debido a la exclusión solapada que se da al interior de las fuerzas armadas.
Los registros civiles o los juzgados familiares de algunas entidades emiten actas, constancias o testimoniales para registrar el concubinato de las parejas del mismo o de diferente sexo. Dichos documentos también pueden ser emitidos por todas las notarías públicas del país, aunque, según el caso, podría ser necesario la intervención de jueces o juezas para hacerlos válidos. Cada entidad establece el periodo de tiempo de cohabitación necesario para poder certificar la relación. Y, sobre estos últimos puntos, recae la principal diferencia y fortaleza de la sociedades de convivencia con respecto al concubinato. Como antecedente, existe el Amparo Directo 47/2012, aprobado el 19 de septiembre de 2012 de manera unánime (5/5 a favor) por la Primera Sala de la SCJN, donde se reconoce que en las sociedades de convivencia existe formalidad y seguridad jurídica debido a los procesos y mecanismos para registrar, ratificar o finalizar esta institución jurídica ante una autoridad.
En México, el matrimonio igualitario no remplaza a la unión civil como ha sucedido otros territorios. Como se ha señalado con anterioridad, la Constitución general no dispone a la celebración del matrimonio como único requisito para poder disfrutar de la protección al núcleo familiar. El propio artículo 1.º constitucional prohíbe la discriminación por estado civil. Y, el artículo 4.º constitucional consagra la protección de la familia sin importar la manera en la que este estructurada.
| Entidad federativa  | Concepto                                | Regulado por                                                                       | Constancia de acreditación                                                    | Periodo de cohabitación | Considera parejas del mismo sexo |
| ------------------- | --------------------------------------- | ---------------------------------------------------------------------------------- | ----------------------------------------------------------------------------- | ----------------------- | -------------------------------- |
| Aguascalientes      | Concubinato Artículo 313 Bis            | Código Civil                                                                       | No se menciona                                                                | 2 años                  | No aún. Inconstitucional         |
| Baja California     | Concubinato Sin definir aún             | Código Civil                                                                       | No se menciona                                                                | No se menciona          | Ambiguo                          |
| Baja California Sur | Concubinato Artículo 330                | Código Civil                                                                       | No se menciona                                                                | 5 años                  | Sí                               |
| Baja California Sur | Concubinato Artículo 330                | Código Civil                                                                       | No se menciona                                                                | 2 años                  | Sí                               |
| Campeche            | Concubinato Sin definir aún             | Código Civil                                                                       | No se menciona                                                                | No se menciona          | Sí                               |
| Campeche            | Sociedad de convivencia Artículo 2      | Ley de Sociedades de Convivencia                                                   | Por el Registro Público de la Propiedad y de Comercio Artículos 3 y 6         | No aplica               | Sí                               |
| Chiapas             | Concubinato Sin definir aún             | Código Civil                                                                       | No se menciona                                                                | No se menciona          | Ambiguo                          |
| Chihuahua           | Concubinato Sin definir aún             | Código Civil                                                                       | No se menciona                                                                | No se menciona          | Ambiguo                          |
| Ciudad de México    | Concubinato Sin definir aún             | Código Civil                                                                       | Por el Registro Civil Artículo 35                                             | 2 años                  | Sí                               |
| Ciudad de México    | Sociedad de convivencia Artículo 2      | Ley de Sociedades de Convivencia                                                   | Por la Dirección General Jurídica y de Gobierno Artículos 3 y 6               | No aplica               | Sí                               |
| Coahuila            | Concubinato Sin definir aún             | Código Civil                                                                       | Ante notario público y en el Registro Público de la Propiedad Artículo 3587-3 | No se menciona          | Sí                               |
| Coahuila            | Sociedad de convivencia Artículo 3587-1 | Código Civil                                                                       | Ante notario público y en el Registro Público de la Propiedad Artículo 3587-3 | No aplica               | Sí                               |
| Coahuila            | Pacto de solidaridad Artículo 252       | Ley Familiar                                                                       | Por el Registro Civil Artículos 41, 120 y 254                                 | No aplica               | Sí                               |
| Colima              | Concubinato Sin definir aún             | Código Civil                                                                       | No se menciona                                                                | No se menciona          | Ambiguo                          |
| Durango             | Concubinato Artículo 286-1              | Código Civil                                                                       | No se menciona                                                                | 3 años                  | No aún. inconstitucional         |
| Estado de México    | Concubinato Artículo 4.403              | Código Civil                                                                       | No se menciona                                                                | 1 año                   | Sí                               |
| Guanajuato          | Concubinato Sin definir aún             | Código Civil                                                                       | No se menciona                                                                | No se menciona          | Ambiguo                          |
| Guerrero            | Concubinato Artículo 494 Bis            | Código Civil                                                                       | No se menciona                                                                | 2 años                  | Sí                               |
| Hidalgo             | Concubinato Sin definir aún             | Código Civil                                                                       | No se menciona                                                                | No se menciona          | Sí                               |
| Hidalgo             | Concubinato Artículo 143                | Ley Familiar                                                                       | No se menciona                                                                | 3 años                  | Sí                               |
| Jalisco             | Concubinato Artículo 778                | Código Civil                                                                       | No se menciona                                                                | 3 años                  | No aún. Inconstitucional         |
| Michoacán           | Concubinato Sin definir aún             | Código Civil                                                                       | Por el Registro Civil Artículos 298 y 300                                     | 2 años                  | Sí                               |
| Michoacán           | Concubinato Artículo 307                | Código Familiar                                                                    | Por el Registro Civil Artículos 298 y 300                                     | 2 años                  | Sí                               |
| Michoacán           | Sociedad de convivencia Artículo 295    | Código Familiar                                                                    | Por el Registro Civil Artículos 298 y 300                                     | No aplica               | Sí                               |
| Morelos             | Concubinato Sin definir aún             | Código Civil                                                                       | No se menciona                                                                | No se menciona          | Sí                               |
| Morelos             | Concubinato Artículo 65                 | Código Familiar                                                                    | No se menciona                                                                | 2 años                  | Sí                               |
| Nayarit             | Concubinato Artículo 136                | Código Civil                                                                       | No se menciona                                                                | 2 años                  | Sí                               |
| Nuevo León          | Concubinato Artículo 291 Bis            | Código Civil                                                                       | No se menciona                                                                | 2 años                  | Sí                               |
| Oaxaca              | Concubinato Sin definir aún             | Código Civil                                                                       | Por el Registro Civil Artículo 115 Bis                                        | No se menciona          | Sí                               |
| Oaxaca              | Concubinato Artículo 7                  | Código Familiar                                                                    | No se menciona                                                                | 2 años                  | Sí                               |
| Puebla              | Concubinato Artículo 297                | Código Civil                                                                       | No se menciona                                                                | 2 años                  | Sí                               |
| Querétaro           | Concubinato Artículo 273                | Código Civil                                                                       | No se menciona                                                                | 3 años                  | Sí                               |
| Quintana Roo        | Concubinato Artículo 825 Bis            | Código Civil                                                                       | No se menciona                                                                | 2 años                  | Sí                               |
| San Luis Potosí     | Concubinato Sin definir aún             | Código Civil                                                                       | No se menciona                                                                | No se menciona          | Sí                               |
| San Luis Potosí     | Concubinato Artículo 105                | Código Familiar                                                                    | No se menciona                                                                | 3 años                  | Sí                               |
| San Luis Potosí     | Concubinato Artículo 105                | Código Familiar                                                                    | No se menciona                                                                | 2 años                  | Sí                               |
| Sinaloa             | Concubinato Artículo 165                | Código Familiar                                                                    | Por el Registro Civil Artículo 167                                            | 2 años                  | Sí                               |
| Sonora              | Concubinato Sin definir aún             | Código Civil                                                                       | No se menciona                                                                | No se menciona          | Sí                               |
| Sonora              | Concubinato Artículo 191                | Código Familiar                                                                    | No se menciona                                                                | 3 años                  | Sí                               |
| Tabasco             | Concubinato Artículo 153                | Código Civil                                                                       | No se menciona                                                                | 2 años                  | Sí                               |
| Tamaulipas          | Concubinato Artículo 267 Bis            | Código Civil                                                                       | Por el Registro Civil Artículo 104                                            | 2 años                  | Sí                               |
| Tlaxcala            | Concubinato Artículo 42                 | Código Civil                                                                       | No se menciona                                                                | No se menciona          | Sí                               |
| Tlaxcala            | Sociedad de convivencia Artículo 2      | Ley de Sociedades de Convivencia                                                   | Por el Registro Civil Artículos 3 y 7                                         | No aplica               | Sí                               |
| Veracruz            | Concubinato Artículo 139                | Código Civil                                                                       | No se menciona                                                                | 3 años                  | Sí                               |
| Yucatán             | Concubinato Artículo 201                | Código Familiar                                                                    | No se menciona                                                                | 2 años                  | Sí                               |
| Zacatecas           | Concubinato Sin definir aún             | Código Civil                                                                       | No se menciona                                                                | No se menciona          | Sí                               |
| Zacatecas           | Concubinato Artículo 241                | Código Familiar                                                                    | Por el Registro Civil Artículo 9                                              | 2 años                  | Sí                               |
| México              | Concubinato Sin definir aún             | Código Civil                                                                       | No se menciona                                                                | No se menciona          | Ambiguo                          |
| México              | Concubinato Sin definir aún             | Ley del Seguro Social                                                              | No aplica                                                                     | No aplica               | Si                               |
| México              | Unión civil Artículo 5 A. Apartado XX   | Ley del Seguro Social                                                              | No aplica                                                                     | No aplica               | Si                               |
| México              | Concubinato Sin definir aún             | Ley del Instituto de Seguridad y Servicios Sociales de los Trabajadores del Estado | No aplica                                                                     | No aplica               | Si                               |
| México              | Unión Civil Artículo 6. Apartado XXX    | Ley del Instituto de Seguridad y Servicios Sociales de los Trabajadores del Estado | No aplica                                                                     | No aplica               | Si                               |
| México              | Concubinato Sin definir aún             | Ley del Instituto de Seguridad Social para las Fuerzas Armadas Mexicanas           | No aplica                                                                     | No aplica               | Ambiguo                          |

### Debate sobre los matrimonios entre personas del mismo sexo
Desde la aprobación de las uniones civiles en la Ciudad de México (Anteriormente Distrito Federal) en 2007 y posteriormente el matrimonio igualitario en 2010 se han llevado a cabo extensos debates acerca de su legalización en todo el territorio. El 12 de junio de 2015 la SCJN emitió la resolución de jurisprudencia 43/2015 que obliga a todos los jueces a seguir un criterio favorable a todos los amparos que se interpongan en cualquier parte del país, y en donde aún no están legalizados este tipo de matrimonios, además obliga a todos los estados a reconocer los matrimonios entre personas del mismo sexo realizados en otros estados en donde es legal, aunque este dictamen obliga a reconocer matrimonios igualitarios, no obliga a los estados a legalizarlo.
A raíz de esto el presidente Enrique Peña Nieto en 2016 presentó una iniciativa a nivel nacional llamada "matrimonio sin discriminación" para que los matrimonios entre personas del mismo sexo fueran legales en todo el territorio sin necesidad de ningún amparo, pero la iniciativa fue rechazada, ya que en México, los estados deciden sobre sus políticas civiles y una aprobación a nivel nacional no era posible, además de la presión conservadora por parte de la Iglesia católica, la baja aceptación de Enrique Peña Nieto y el rechazó del Partido Acción Nacional hicieron que la iniciativa no prosperara, sin embargo esto no impidió que los demás estados aprobaran el matrimonio igualitario por sí mismos. A continuación los estados donde se debatió alguna vez el matrimonio pero a día de hoy sin efecto:
- Estado de México:

Se estimaba que en el Estado de México se aprobaría el 31 de mayo de 2016 en sesión del pleno del congreso local, no obstante, se aplazó de nueva manera la legislación, ya que el presidente de la Junta de Coordinación Política: Cruz Juvenal Roa Sánchez, tomó a consideración las presiones del sector conservador inconforme.
La ley fue nuevamente debatida el 13 de febrero de 2019 por los partidos PRD y PT sin embargo nuevamente se aplazó hasta nuevo aviso.
Posteriormente el 21 de marzo de 2019 el partido Morena presentó una iniciativa propia que permitiría el matrimonio igualitario en dicho estado, sin embargo a diferencia de la anterior iniciativa esta no incluía adopción.
- Querétaro

En Querétaro el matrimonio igualitario solo es legal en ocho municipios siendo estos: Amealco de Bonfil, Cadereyta de Montes, Ezequiel Montes, Huimilpan, Pedro Escobedo, Querétaro, San Joaquín y Tolimán. En diciembre de 2018 se presentó en la legislatura del estado de Querétaro una iniciativa que pretende reformar el código civil estatal para permitir a todas las parejas a acceder al matrimonio si así lo desean para que el matrimonio sea legal en todo el estado. 
El Consejo Universitario de la Universidad Autónoma de Querétaro aprobó la presentación de un exhorto a la legislatura local para que aseguren que el matrimonio civil esté disponible a todas las parejas que decidan contraerlo sin restricciones de género, esto luego de que en diciembre se presentó una iniciativa para reformar el código civil estatal.
- Sinaloa:

El Congreso del estado de Sinaloa ha debatido el matrimonio igualitario en pasadas legislaturas incluso con una resolución judicial de la SCJN pero sin efecto, aunque en la actual legislatura del Congreso local se presentó una iniciativa por parte del partido Morena para permitir el matrimonio, se espera que el matrimonio igualitario sea aprobado en la actual legislatura.
El 12 de junio de 2021, la Suprema Corte de Justicia ordenó al congreso de Sinaloa legalizar el matrimonio entre parejas del mismo sexo con un plazo máximo de tres días después de su notificación, aquellos legisladores que votaran en contra de este dictamen tendrían consecuencias tales como la destitución de su cargo. El 15 de junio de 2021, el congreso de Sinaloa aprobó el dictamen con 23 votos a favor y 0 en contra.
- Tamaulipas:

La Suprema Corte de Justicia de la Nación (SCJN) inició la Declaratoria de Inconstitucionalidad del artículo 124 del Código Civil para el Estado de Tamaulipas. Dicho procedimiento obligará al Congreso estatal a reformar el marco legal para reconocer el derecho del matrimonio entre personas del mismo sexo dando de plazo 180 días hábiles para que el Congreso de Tamaulipas reforme.
- Yucatán:

En el estado de Yucatán buscaron presentar ante la legislatura local una propuesta para reconocer los matrimonios homosexuales en el estado. Al año siguiente, lo que el congreso yucateco aprobó fue una iniciativa popular presentada por grupos conservadores. Esta propuesta solicitaba la modificación del código civil para definir como norma constitucional el matrimonio heterosexual, y para prohibir expresamente la realización o el reconocimiento de matrimonios homosexuales y el aborto por razones económicas o por riesgo para la vida de la madre. Todos los partidos en el congreso yucateco se manifestaron a favor de la medida, los políticos del Partido Acción Nacional justificaron la prohibición alegando que "todavía no hay condiciones adecuadas dentro de la sociedad de Yucatán para permitir la unión entre personas del mismo sexo", a excepción hecha de la única diputada del Partido de la Revolución Democrática.
En junio de 2015, presentaron una demanda contra la corte de Yucatán en una corte federal. La demanda argumentó que la decisión del tribunal de Yucatán fue errónea, ya que la Constitución mexicana prohíbe la discriminación contra la comunidad LGBT, posteriormente fue anulada.
Después de tanta polémica, la legislatura del congreso de dicho estado, acordó discutir la ley y en su caso, aprobarla antes del 15 de abril de 2019.
La iniciativa fue aprobada por mayoría el 9 de abril de 2019 en la Comisión de Puntos Constitucionales y Gobernación que incluía cambios a la constitución política del estado que derogaban los párrafos segundo y tercero del artículo 94 de la carta magna, que allanan el camino para que dos personas del mismo sexo puedan contraer nupcias por la vía civil.
Al día siguiente, 10 de abril, fue desechada en el Pleno con voto secreto, 9 a favor y 15 en contra, quedando nula la opción del matrimonio entre personas del mismo sexo para el Estado de Yucatán.

## Legislación de las entidades sobre el matrimonio entre personas del mismo sexo

Estados que permiten adopción por parejas del mismo sexo.
Adopción conjunta legal
Se permite matrimonio entre personas del mismo sexo, pero no la adopción homoparental

En México, cada entidad federativa posee un código civil en el que se reglamenta la institución del matrimonio. En 30 de 32 estados (sin mencionar ciertas municipalidades de Guerrero) se realizan matrimonios entre personas del mismo sexo, solo 4 (Baja California, Ciudad de México, Morelos y Yucatán) contemplan el matrimonio igualitario en su constitución, 24 (Baja California, Baja California Sur, Campeche, Ciudad de México, Coahuila, Colima, Durango, Estado de México, Hidalgo, Jalisco, Michoacán, Morelos, Nayarit, Oaxaca, Puebla, Querétaro, San Luis Potosí, Sinaloa, Sonora, Tabasco, Tamaulipas, Tlaxcala, Veracruz, Yucatán y Zacatecas) a excepción de Quintana Roo ya que no hubo necesidad por laguna legal, estos estados reformaron su Código Civil el cual dice que el contrato es entre dos personas sin importar su sexo. El resto de los Estados por fallos de la SCJN (Aguascalientes, Chiapas y Nuevo León), y los estado de Chihuahua y Guanajuato dejaron de imponer la prohibición, estos estados aprobaron el matrimonio pero no reformaron su Código Civil. 
El 12 de junio de 2015 la Suprema Corte de Justicia de la Nación resolvió sentar jurisprudencia para que en el resto de los estados del país en donde aún no están legalizados estos matrimonios, las parejas homosexuales puedan ampararse y todos los jueces deben acatar esta jurisprudencia y brindar las facilidades para que estos matrimonios se lleven sin mayor retraso. 
| Entidad             | Unión civil | Matrimonio | Adopción | Fecha de aprobación/ promulgación | Fecha de entrada en vigor | Método de legalización | Notas | |
| ------------------- | --- | --- | --- | --- | --- | --- | --- | --- |
| Aguascalientes      | No | Sí | Sí | 2 de abril de 2019 | 16 de agosto de 2019 | Decreto judicial | Aprobado el 2 de abril de 2019 por la SCJN, más tarde los diputados del Congreso del Estado de Aguascalientes declararon que no era necesaria una reforma al código civil ya que al declarar inconstitucional los códigos civiles cualquier persona se puede casar sin necesidad de un amparo. | |
| Baja California     | No | Sí | Sí | 16 de junio de 2021 | 9 de agosto de 2021 | Estatuto legislativo y enmienda constitucional | El matrimonio entre personas del mismo sexo se legalizó en el estado mexicano de Baja California el 16 de junio de 2021; con 18 votos a favor y 4 en contra, se consiguió la mayoría para refrendar la Constitución del Estado. | |
| Baja California Sur | No | Sí | No | 27 de junio de 2019 | 29 de junio de 2019 | Estatuto legislativo | Aprobado por el Congreso del Estado de Baja California Sur con 14 votos a favor, 5 en contra y 1 abstención se aprobó el matrimonio igualitario en Baja California Sur el 27 de junio de 2019. | |
| Campeche            | Sí | Sí | Sí | 10 de mayo de 2016 | 20 de mayo de 2016 | Estatuto legislativo | Aprobado por el Congreso del Estado de Campeche con 34 votos a favor y 1 en contra se aprobó el 10 de mayo de 2016 el matrimonio igualitario que permite a las parejas del mismo sexo inscribir sus uniones en el Registro Público de la Propiedad y el Comercio. | |
| Chiapas             | No | Sí | Sí | 11 de julio de 2017 | 11 de mayo de 2018 | Decreto judicial | Aprobado por unanimidad por la Suprema Corte de Justicia de la Nación el 11 de julio de 2017. | |
| Chihuahua           | No | Sí | Sí | 11 de junio de 2015 | 12 de junio de 2015 | Decreto gubernativo | Aprobado por el Gobernador de Chihuahua a nivel estatal el 12 de junio de 2015. | |
| Ciudad de México    | Sí | Sí | Sí | 29 de diciembre de 2009 | 4 de marzo de 2010 | Estatuto legislativo y enmienda constitucional | Aprobado por la Asamblea Legislativa (ALDF) con 43 votos a favor, 17 en contra y 5 abstenciones la enmienda al artículo 146 del código civil para el Distrito Federal, misma que dejó de calificar el sexo de los contrayentes como anteriormente lo hacía ("El matrimonio es la unión libre de un hombre y una mujer [...])". Hoy día dice: ("Matrimonio es la unión libre de dos personas para realizar la comunidad de vida, en donde ambos se procuran respeto, igualdad y ayuda mutua)" Vía legislativa.                                                                                  | |
| Coahuila            | Sí | Sí | Sí | 1 de septiembre de 2014 | 17 de septiembre de 2014 | Estatuto legislativo | Aprobado por el Congreso del Estado de Coahuila con 19 votos a favor y 1 en contra, la Ley de esta forma las parejas homosexuales que hagan vida en común serán reconocidas por el Estado y la sociedad. Aprobado el matrimonio entre personas del mismo sexo y la adopción por parte de personas homosexuales. | |
| Colima              | No | Sí | Sí | 25 de mayo de 2016 | 12 de junio de 2016 | Estatuto legislativo | Aprobado por el Congreso del Estado de Colima con 24 votos a favor y 0 en contra el 25 de mayo de 2016. | |
| Durango             | No | Sí | Sí | 16 de septiembre de 2022 | 18 de septiembre de 2022 | Decreto gubernativo y estatuto legislativo | Decreto del gobernador y posterior aprobación por el Congreso con 15 votos a favor de MORENA, PRI, PVEM y PRD, y 9 en contra de PAN , PRI, y PT | |
| Guanajuato          | No | Sí | No | 20 de diciembre de 2021 | 20 de diciembre de 2021 | Decisión de la Secretaría de Gobierno del Estado | La Secretaría de Gobierno anunció “la procedencia de los matrimonios igualitarios” sin necesidad de amparo a partir del 20 de diciembre de 2021 en todas las oficialías del Registro Civil del estado. En la circular 2261/2021, la secretaria de Gobierno, Libia Denisse García Muñoz Ledo, instruyó al director general del Registro Civil, Juan Hinojosa Diéguez, a darle cumplimiento a los matrimonios sin distinción de preferencia sexual. | |
| Guerrero            | No | Sí | No | 25 de octubre de 2022 | 31 de diciembre de 2022 | Estatuto legislativo | Abrobado por el Congreso de Guerrero con 38 votos a favor, 6 en contra y 2 abstenciones. Se publicó hasta el 30 de diciembre de 2022 por el Ejecutivo local. | |
| Hidalgo             | No | Sí | Sí | 24 de mayo de 2019 | 11 de junio de 2019 | Estatuto legislativo | Aprobado el 24 de mayo de 2019 por el Congreso del Estado de Hidalgo con 18 votos a favor, 8 abstenciones y 2 en contra. | |
| Jalisco             | No | Sí | Sí | 6 de abril de 2022 | 9 de abril de 2022 | Estatuto legislativo | Aprobado por el Congreso del estado de Jalisco en votación secreta el 6 de abril de 2022 con 26 votos a favor, 8 en contra y 3 abstenciones La ley entró en vigor el 9 de abril de 2022 | |
| México              | No | Sí | No | 11 de octubre de 2022 | 2 de noviembre de 2022 | Estatuto legislativo | Aprobado por el Congreso del estado con 50 votos a favor por parte de todos los partidos, así como de independientes, 16 en contra de PRI y 7 abstenciones de PAN y PRI. Entró en vigor el 2 de noviembre de 2022, un día tras su publicación en el periódico oficial del estado. | |
| Michoacán de Ocampo | Sí | Sí | Sí | 18 de mayo de 2016 | 23 de junio de 2016 | Estatuto legislativo | Aprobado por el Congreso del Estado de Michoacán, con 26 votos a favor, ninguna oposición y 7 abstenciones el 18 de mayo de 2016. | |
| Morelos             | No | Sí | Sí | 18 de mayo de 2016 | 5 de julio de 2016 | Estatuto legislativo y enmienda constitucional | Aprobado por el Congreso del Estado de Morelos el 18 de mayo del 2016, con 20 votos a favor de las bancadas del PRI, PRD, MORENA, Partido Verde y Humanista y 6 votos en contra por parte del PAN y PES. | |
| Nayarit             | No | Sí | Sí | 17 de diciembre de 2015 | 23 de diciembre de 2015 | Estatuto legislativo | Reforma al Código Civil del Estado de Nayarit aprobada por el Congreso del Estado de Nayarit con una votación de 26 a favor, un voto en contra y una abstención. Dicha reforma entró en vigor el día 23 de diciembre de 2015. | |
| Nuevo León          | No | Sí | Sí | 14 de junio de 2023 | Pendiente de publicación en el Diario Oficial | Estatuto legislativoEstatuto LEgislativo | Aprobado con 22 votos a favor y 10 en contra el 14 de junio de 2023. | |
| Oaxaca              | No | Sí | No | 28 de agosto de 2019 | 5 de octubre de 2019 | Estatuto legislativo | Aprobado con 25 votos a favor, 10 en contra y 4 abstenciones el 28 de agosto de 2019. | |
| Puebla              | No | Sí | Sí | 3 de noviembre de 2020 | 11 de noviembre de 2020 | Estatuto legislativo | Aprobado por el congreso con 31 votos a favor, 5 en contra y 3 abstenciones, el 3 de noviembre de 2020. y entró en vigor el 11 de noviembre de 2020. | |
| Querétaro           | No | Sí | Sí | 22 de septiembre de 2021 | 12 de noviembre de 2021 | Estatuto legislativo | Aprobado por el Congreso del estado el 22 de septiembre de 2021 con 20 votos a favor, 3 en contra y 2 abstenciones. En abril de 2017, el jefe de la agencia de adopción de Querétaro confirmó que las parejas del mismo sexo tienen permitido adoptar legalmente en el estado. | |
| Quintana Roo        | No | Sí | Sí | 3 de mayo de 2012 | 3 de mayo de 2012 | Decisión del Secretario de Estado | El Código Civil de Quintana Roo, por intención y omisión de los legisladores, definió que son las personas y cónyuges, sin indicar su género como en otros estados, quienes tienen derechos y obligaciones en un matrimonio. Ante el no impedimento de la ley. Omisión legislativa | |
| San Luis Potosí     | No | Sí | Sí | 17 de mayo de 2019 | 21 de mayo de 2019 | Estatuto legislativo | Aprobado por el Congreso del Estado de San Luis Potosí el 17 de mayo de 2019 con 14 votos a favor, 12 en contra y una abstención. | |
| Sinaloa             | No | Sí | No | 15 de junio de 2021 | 30 de junio de 2021 | Estatuto legislativo | Aprobado con 23 votos a favor, 0 en contra y 17 abstenciones. El decreto fue publicado el 29 de junio de 2021 entrando así en vigor. | |
| Sonora              | No | Sí | No | 23 de septiembre de 2021 | 22 de octubre de 2021 | Estatuto Legislativo | Aprobado por el Congreso de Sonora con 26 votos a favor y 7 en contra el 23 de septiembre de 2021. | |
| Tabasco             | No | Sí | No | 19 de octubre de 2022 | 27 de octubre de 2022 | Estatuto legislativo | Aprobado por el Congreso del estado con 22 votos a favor, 6 en contra 7 abstenciones. Entró en vigencia el 27 de octubre del mismo año. | |
| Tamaulipas          | No | Sí | Sí | 26 de octubre de 2022 | 19 de noviembre de 2022 | Estatuto legislativo | Aprobado por el Congreso del estado con 23 votos a favor, 12 en contra y 1 absteción. | |
| Tlaxcala            | Sí | Sí | No | 8 de diciembre de 2020 | 24 de diciembre de 2020 | Estatuto legislativo | El 8 de diciembre de 2020, el Congreso de Tlaxcala aprobó el matrimonio igualitario con 16 votos a favor y 3 en contra del PAN y el PES. | |
| Veracruz            | Sí | Sí | Sí | 2 de junio de 2022 | 13 de junio de 2022 | Estatuto legislativo | Aprobado el 2 de junio de 2022 por el Congreso del estado de Veracruz con 38 votos a favor 4 en contra y 0 abstenciones. Entró en vigor el 13 de junio de 2022. | |
| Yucatán             | No | Sí | No | 25 de agosto de 2021 | 4 de marzo de 2022 | Estatuto legislativo y enmienda constitucional | Aprobado el 25 de agosto de 2021 por el Congreso estatal con 20 votos a favor y 5 en contra. | |
| Zacatecas           | No | Sí | No | 14 de diciembre de 2021 | 30 de diciembre de 2021 | Estatuto legislativo | Aprobado el 14 de diciembre de 2021 por el Congreso estatal con 18 votos a favor 10 en contra y una abstención Y entró en vigor el 30 de diciembre de 2021. | |
| México              | Al declararse constitucional el matrimonio entre personas del mismo sexo reconocido por las leyes de la Ciudad de México, la Suprema Corte de Justicia de la Nación siguió sus discusiones sobre la validez de los matrimonios homosexuales en toda la República. SCJN resolvió que todas las entidades federativas están obligadas a reconocer la validez de los matrimonios homosexuales celebrados en la Ciudad de México (antes Distrito Federal), pero es su facultad disponer en sus legislaciones la manera en que se harán efectivos los derechos de estas parejas en sus territorios. | Al declararse constitucional el matrimonio entre personas del mismo sexo reconocido por las leyes de la Ciudad de México, la Suprema Corte de Justicia de la Nación siguió sus discusiones sobre la validez de los matrimonios homosexuales en toda la República. SCJN resolvió que todas las entidades federativas están obligadas a reconocer la validez de los matrimonios homosexuales celebrados en la Ciudad de México (antes Distrito Federal), pero es su facultad disponer en sus legislaciones la manera en que se harán efectivos los derechos de estas parejas en sus territorios. | Al declararse constitucional el matrimonio entre personas del mismo sexo reconocido por las leyes de la Ciudad de México, la Suprema Corte de Justicia de la Nación siguió sus discusiones sobre la validez de los matrimonios homosexuales en toda la República. SCJN resolvió que todas las entidades federativas están obligadas a reconocer la validez de los matrimonios homosexuales celebrados en la Ciudad de México (antes Distrito Federal), pero es su facultad disponer en sus legislaciones la manera en que se harán efectivos los derechos de estas parejas en sus territorios. | Al declararse constitucional el matrimonio entre personas del mismo sexo reconocido por las leyes de la Ciudad de México, la Suprema Corte de Justicia de la Nación siguió sus discusiones sobre la validez de los matrimonios homosexuales en toda la República. SCJN resolvió que todas las entidades federativas están obligadas a reconocer la validez de los matrimonios homosexuales celebrados en la Ciudad de México (antes Distrito Federal), pero es su facultad disponer en sus legislaciones la manera en que se harán efectivos los derechos de estas parejas en sus territorios. | Al declararse constitucional el matrimonio entre personas del mismo sexo reconocido por las leyes de la Ciudad de México, la Suprema Corte de Justicia de la Nación siguió sus discusiones sobre la validez de los matrimonios homosexuales en toda la República. SCJN resolvió que todas las entidades federativas están obligadas a reconocer la validez de los matrimonios homosexuales celebrados en la Ciudad de México (antes Distrito Federal), pero es su facultad disponer en sus legislaciones la manera en que se harán efectivos los derechos de estas parejas en sus territorios. | Al declararse constitucional el matrimonio entre personas del mismo sexo reconocido por las leyes de la Ciudad de México, la Suprema Corte de Justicia de la Nación siguió sus discusiones sobre la validez de los matrimonios homosexuales en toda la República. SCJN resolvió que todas las entidades federativas están obligadas a reconocer la validez de los matrimonios homosexuales celebrados en la Ciudad de México (antes Distrito Federal), pero es su facultad disponer en sus legislaciones la manera en que se harán efectivos los derechos de estas parejas en sus territorios. | Al declararse constitucional el matrimonio entre personas del mismo sexo reconocido por las leyes de la Ciudad de México, la Suprema Corte de Justicia de la Nación siguió sus discusiones sobre la validez de los matrimonios homosexuales en toda la República. SCJN resolvió que todas las entidades federativas están obligadas a reconocer la validez de los matrimonios homosexuales celebrados en la Ciudad de México (antes Distrito Federal), pero es su facultad disponer en sus legislaciones la manera en que se harán efectivos los derechos de estas parejas en sus territorios. | Al declararse constitucional el matrimonio entre personas del mismo sexo reconocido por las leyes de la Ciudad de México, la Suprema Corte de Justicia de la Nación siguió sus discusiones sobre la validez de los matrimonios homosexuales en toda la República. SCJN resolvió que todas las entidades federativas están obligadas a reconocer la validez de los matrimonios homosexuales celebrados en la Ciudad de México (antes Distrito Federal), pero es su facultad disponer en sus legislaciones la manera en que se harán efectivos los derechos de estas parejas en sus territorios. |

## Amparos
En México se han interpuesto amparos en los estados de Oaxaca, Chihuahua, Guerrero, Baja California, Tabasco, San Luis Potosí y Nayarit. En 2010, la Ciudad de México (CDMX) (antes Distrito Federal o DF) se convirtió en la primera entidad en permitir los matrimonios gay, desde esa fecha y hasta finales de 2013, se celebraron más seis mil matrimonios en la capital del país.
Otras entidades en las que se han promovido amparos para casar a parejas homosexuales son Oaxaca, Yucatán, Chiapas, Tabasco, Estado de México, Morelos, Michoacán, Querétaro, Jalisco, Colima, Sinaloa, Guanajuato, Nuevo León, Chihuahua, Baja California, Baja California Sur, Nuevo León, Chihuahua, Nayarit, Aguascalientes, Tamaulipas, Veracruz, Campeche, Guerrero e Hidalgo.

### Casos
- Colima:

Por primera vez en el municipio de Cuauhtémoc del Estado de Colima, dos personas del mismo sexo se unieron en matrimonio, los hechos se dieron el 27 de febrero de 2013, bajo la valoración jurídica llegando a la determinación de otorgar basado en la Constitución, Tratados Internacionales y la Ley que le previene, combate y elimina la discriminación en el Estado de Colima. Congreso local aprobó la unión civil entre personas del mismo sexo, bajo la figura jurídica de enlace conyugal. Esta figura dará a las parejas los mismos derechos y garantías civiles y sociales que tienen el hombre y la mujer unidos en matrimonio. Con ello, se acepta legalmente la existencia de dos tipos de relaciones conyugales, como son el matrimonio, que se define como el acto celebrado entre un solo hombre y una sola mujer, y el enlace conyugal, entre dos personas del mismo sexo. Asimismo, a quienes celebren una relación conyugal, ya sea matrimonio o enlace conyugal, se les denominará indistintamente, cónyuges, consortes, esposos o casados.
- Yucatán:

El 26 de marzo de 2013, una pareja del mismo sexo pidió al Registro Civil de Yucatán contraer matrimonio. El Registro Civil rechazó la solicitud diciendo que la Constitución Política del Estado define el matrimonio como la unión entre un hombre y una mujer. La pareja apeló la decisión, y el 1 de julio, el Tribunal de Distrito del Estado reconoció que tienen el derecho a contraer matrimonio. Si el Registro Civil no apela en diez días hábiles posterior a la decisión del Tribunal de Distrito, la pareja se convertiría en el primer matrimonio igualitario en Yucatán que obtendría ese derecho. El 8 de agosto de 2013, se llevó a cabo el matrimonio civil de la primera pareja de hombres en el estado. Convirtiéndose en el primer matrimonio entre personas del mismo sexo, realizado en el municipio. Del 2013 a finales del 2014 en el Estado de Yucatán, se han efectuado 9 matrimonios entre personas del mismo sexo. 8 en el municipio de Mérida y uno más en el municipio de Valladolid. 
En 2019, el Congreso de Yucatán rechazó dos veces una iniciativa de reforma constitucional para permitir el matrimonio igualitario en la entidad. Ante la negativa, el Colectivo por la Protección de Todas las Familias (Colectivo PTFY) presentó demandas de amparo en contra del Congreso de Yucatán por no acatar la jurisprudencia de la Suprema Corte de Justicia de la Nación y la Opinión Consultiva 24-2017 de la Corte Interamericana de Derechos Humanos. En julio de 2020, la Suprema Corte de Justicia de la Nación decidió atraer el amparo del Colectivo PTFY, por lo que decidirá si el Congreso de Yucatán debe o no modificar su legislación.
- Jalisco:

El 31 de octubre de 2013, el Congreso del Estado de Jalisco adoptó la ley de libre convivencia, la cual aprueba los contratos civiles entre 2 o más personas, sin importar el sexo o los lazos familiares que existan entre ellos. De esta manera se permite que puedan formalizar su unión a través de un contrato notariado y adquirir los beneficios de seguridad social y patrimonial. Esta iniciativa fue promovida por Enrique Velázquez, del Partido de la Revolución Democrática (PRD), por primera vez el 18 de abril de 2013, ante el Congreso de Jalisco, con el fin de reconocer y regular la convivencia de dos personas, sin importar su sexo; y con el objetivo de aceptar a cualquier tipo de familia que desee establecer un hogar y ayudarse mutuamente. Después de 6 meses, y dónde los temas de debate involucraban la moral, religión y a la familia, esta nueva ley fue aprobada con 20 votos a favor de un total de 36, donde los 15 restantes fueron en contra y una abstención.
- San Luis Potosí:

Una pareja de varones recibieron el 4 de junio de 2014 la notificación sobre el amparo de la Suprema Corte de Justicia de la Nación (SCJN) para poder contraer nupcias, con ello, la pareja se convertirá en el primer matrimonio entre personas del mismo sexo en la entidad potosina.
- Campeche:

El Congreso de Campeche aprobó el 23 de diciembre la Ley Regulatoria de Sociedades Civiles de Convivencia, luego de que el proyecto permaneciera en "la congeladora" varios meses; ahora los gais y lesbianas de Campeche podrán inscribir su unión en el Registro Público de la Propiedad y el Comercio. Votando por unanimidad todos los diputados locales del congreso estatal.
- Guanajuato:

El Gobierno del Estado acatará el amparo que ordena que dos mujeres se casen en León, afirmó Antonio Salvador García López, secretario de Gobierno. “Las resoluciones federales se van a acatar, una vez que causen estado la resolución, claro que se va a acatar la resolución, eso lo dije hace más de seis meses”, afirmó. Pero dijo que primero tienen que conocer cómo viene la resolución, porque apenas fueron notificados el viernes. Y que esperarán a que cause estado, es decir, que ya no haya más posibilidad de impugnarlo. El sábado, AM publicó que el 14 de febrero, una pareja de mujeres recibió una notificación de que ganaron el amparo 1157/2013 para poder casarse por lo civil. Esto, después de que el 14 de septiembre de 2013 interpusieron un amparo debido a que el 15 de agosto de ese año el Registro Civil de León les negó contraer matrimonio. La presidenta municipal de León, Bárbara Botello; la regidora Verónica García; y los diputados Daniel Campos (PAN), Guadalupe Torres (PRD) y Roberto Rábago (PRI), se pronunciaron por respetar la resolución judicial que permite el matrimonio de una pareja del mismo sexo en Guanajuato.

## Opinión pública

Reconocimiento legal de uniones del mismo sexo en Latinoamérica
Matrimonio entre personas del mismo sexo
Unión civil
Reconocimiento de matrimonios del mismo sexo realizados en otros estados del país
Convivencia no registrada
Sin reconocimiento legal
Relaciones sexuales entre personas del mismo sexo ilegales
Penalidad de jure, mas no aplicada de facto

La opinión pública es muy diversa tanto como a favor como en contra. México es uno de los países con más católicos en el mundo. La homosexualidad fue aceptada poco a poco dando a México el primer lugar en Latinoamérica en permitir el matrimonio igualitario en 2010 en al menos una parte de su territorio, aunque ese mismo año Argentina se convirtió en el primer país latinoamericano en legalizarlo a nivel nacional.
Un estudio conducido por la Universidad de Vanderbilt en el año 2010, concluyó que 37,8% de los mexicanos apoyan el matrimonio entre personas del mismo sexo.
Una encuesta hecha por Pew Research Global Attitudes Project en 2013, concluyó que el 61% de los mexicanos están de acuerdo con que la homosexualidad debería ser aceptada por la sociedad.
En otro estudio conducido por Parametría en julio del 2013, concluyó que el 62% de los mexicanos está a favor de que las personas del mismo sexo puedan contraer matrimonio y donde solo el 20% está de acuerdo con que puedan adoptar niños.
De todos los obispos de iglesias históricas del país solo uno apoya abiertamente los derechos de la comunidad LGTB: el obispo de la Iglesia Anglicana de México, Julio César Martín Trejo, obispo anglicano de Xalapa, quien acudió a la marcha del orgullo gay en esa ciudad en junio del 2021 siendo así uno de los dos únicos obispos de las principales iglesias históricas (el otro es el obispo católico José Raúl Vera López) que ha apoyado plenamente los derechos civiles de la comunidad LGBT en México, al permitir a laicos y clérigos locales participar en las celebraciones del orgullo gay, y pidiendo a las autoridades civiles que cumplan con la resolución de la Suprema Corte que declara inconstitucionales todas las leyes que discriminan a las personas LGBT. Así mismo, el obispo Julio César Martín pidió expresamente a las autoridades laicas que respeten la resolución de la Suprema Corte Federal y legalicen el matrimonio civil gay.
| Encuestadora              | Fecha | A favor | En contra |
| ------------------------- | ----- | ------- | --------- |
| Universidad de Vanderbilt | 2010  | 37 %    | ???%      |
| Pew Research Center       | 2013  | 61 %    | 30 %      |
| Parametría                | 2013  | 62 %    | 35 %      |
| Pew Research Center       | 2014  | 49 %    | 43 %      |
| Sipse                     | 2016  | 65 %    | 34 %      |